# Plutodes polygnampta
Plutodes polygnampta är en fjärilsart som beskrevs av Louis Beethoven Prout 1926. Plutodes polygnampta ingår i släktet Plutodes och familjen mätare. Inga underarter finns listade i Catalogue of Life.